# Ortezzano

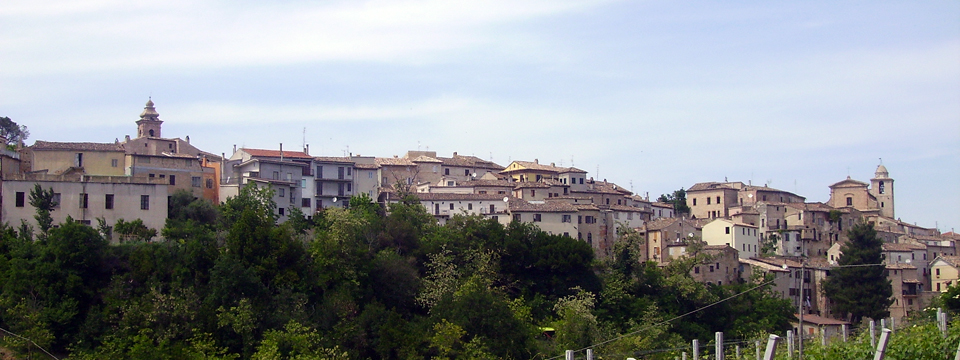
Blick auf Ortezzano

Ortezzano (im lokalen Dialekt: Ortezzà) ist eine italienische Gemeinde (comune) mit 738 Einwohnern (Stand 31. Dezember 2023) in der Provinz Fermo in den Marken. Die Gemeinde liegt etwa 18 Kilometer südwestlich von Fermo und grenzt unmittelbar an die Provinz Ascoli Piceno.